# Marsza Matrúh
Marsza Matrúh (egyiptomi arabul: مرسى مطروح) kikötőváros Egyiptom északnyugati részén, a Földközi-tenger partján, Kairótól közúton kb. 440 km-re északnyugatra.
A várost valószínűleg Nagy Sándor alapította – Amunia néven –, útban a Szíva-oázis Ámon-temploma felé. Később itt volt Marcus Antonius és VII. Kleopátra balszerencsés hajóflottájának a kikötője. A város utcáinak, tereinek elnevezése gyakran utal erre a történelmi múltra.
A tengerparti kisváros ma elsősorban az egyiptomiak körében kedvelt üdülőhely.
A város a környék jelentős kereskedelmi és mezőgazdasági központja, mely különösen datolyájáról, olajbogyójáról, dinnyéjéről, gyapotjáról híres.
Kisméretű nemzetközi repülőtere van, a Marsza Matrúh-i nemzetközi repülőtér.

## Fordítás
Ez a szócikk részben vagy egészben  a   Mersa Matruh című angol Wikipédia-szócikk fordításán alapul.  Az eredeti cikk szerkesztőit annak laptörténete sorolja fel. Ez a jelzés csupán a megfogalmazás eredetét és a szerzői jogokat jelzi, nem szolgál a cikkben szereplő információk forrásmegjelöléseként.